# Islote Ngerebelas
El islote Ngerebelas, también conocido como Caraparasu To, Carapellas, Garabarasu-tō, Garaparasu To, Ngarapalas y Ngerbelas) es el nombre que recibe un islote que forma parte del atolón de Kayangel, del estado de Kayangel de Palaos.